# Motoki Hasegawa
Motoki Hasegawa (jap. 長谷川 元希, Hasegawa Motoki; * 10. Dezember 1998 in Niiza, Präfektur Saitama) ist ein japanischer Fußballspieler.

## Karriere
Motoki Hasegawa erlernte das Fußballspielen in der Jugendmannschaft von Ōmiya Ardija sowie in der Universitätsmannschaft der Hōsei-Universität. Von Juni 2020 bis Saisonende wurde er von der Universität an Ventforet Kofu ausgeliehen. Der Verein aus Kōfu spielte in der zweiten japanischen Liga, der J2 League. In der zweiten Liga kam der Jugendspieler 2020 zweimal zum Einsatz. Sein Zweitligadebüt gab er am 29. Juli 2020 im Auswärtsspiel gegen Mito Hollyhock. Hier wurde er in der 78. Minute für Mike Havenaar eingewechselt. Nach der Ausleihe wurde er Anfang 2021 von Ventforet fest unter Vertrag genommen. Am 15. Oktober 2022 stand er mit Kofu im Finale des japanischen Pokals, wo man im Elfmeterschießen den Erstligisten Sanfrecce Hiroshima besiegte. Im Januar 2024 wechselte er nach Niigata zum Erstligisten Albirex Niigata. Am 2. November 2024 stand er mit Albirex im Finale des J. League Cup. Das Spiel gegen Nagoya Grampus verlor man im Elfmeterschießen.

## Erfolge
Ventforet Kofu
- Japanischer Pokalsieger: 2022

Albirex Niigata
- Japanischer Ligapokalfinalist: 2024